# Pachydissus camerunicus
Pachydissus camerunicus là một loài bọ cánh cứng trong họ Cerambycidae.